# Анушка Шетті
Анушка Шетті (каннада ಅನುಷ್ಕಾ ಶೆಟ್ಟಿ, тел. అనుష్క శెట్టి, там. அனுசுக்கா செட்டி, англ. Anushka Shetty, справжнє ім'я Світі Шетті; нар. 7 листопада 1980, Мангалур, Карнатака, Індія) — індійська акторка і модель, яка знімається, головним чином, у фільмах мовами телугу й тамільською.

## Життєпис
Народилася 7 листопада 1981 року в місті Мангалуру, в родині представників народу тулу. У Бенгалурі закінчила школу і Колледж Маунт Кармел, де здобула диплом з комп'ютерних технологій. Була інструкторкою з йоги, навчалась під керівництвом Бхарата Тхакури.
У 2005 році Шетті дебютувала у фільмі «Супер», з Нагарджуною в головній ролі; фільм зібрав середню касу. У 2006 році вийшов фільм Vikramarkudu, який мав комерційний успіх і де вона зіграла в парі з Раві Теджеєм, .
У 2013 році разом з Прабхасом знялася у фільмі «Гострий перець», який став суперхітом. Роль принесла їй позитивні відгуки критики і номінацію на Filmfare Awards South. Наступного року вийшов фільм «Лінгаа», який зібрав в прокаті 154 крора (1,54 млрд рупій) і увійшов до числа найкасовіших фільмів тамільською мовою.
У 2015 році за участі Шетті вийшов таміло-телугумовний фільм «Багубалі: Початок», який за підсумками прокату увійшов до трійки найкасовіших фільмів Індії на той момент. Анушка зіграла королеву Девасену, дружину убитого правителя Амарендри в полоні в узурпатора, в очікуванні, коли її втраченого в дитинстві сина Шівуду звільнять після довгого ув'язнення. Того ж року вона знялася в історичному фільмі «Рудрамадеви», де зіграла королеву з династії Какатія. Фільм став суперхітом, а Шетті отримала нагороду Filmfare Award за найкращу жіночу роль у фільмі на телугу.
На початку 2017 року відбулася прем'єра тамільського фільму «Левине серце 3», в якому вона втретє зіграла разом з Сурьєю. Того ж року вийшов «Багубалі: Завершення», який посів друге місце за касовими зборами за всю історію кінематографа Індії. Після цього Шетті погодилася знятися в багатомовному проєкті Saaho, який вийшов на екрани у 2018 році і який мав стати першим фільмом на гінді в її кар'єрі, але пізніше поступилася роллю Шраддхі Капур.
У 2018 році вийшов фільм в жанрах трилера і жахів Bhaagamathie, де Анушка Шетті зіграла офіцерку IAS Чечалу, яку посадили до в'язниці за звинуваченням у вбивстві її коханого. Фільм мав комерційний успіх і позитивну оцінку критики.

## Фільмографія
| Рік  |   | Українська назва            | Оригінальна назва                        | Роль                         |
| ---- | - | --------------------------- | ---------------------------------------- | ---------------------------- |
| 2005 | ф | Найкращі                    | Super(тел.)                              | Саша                         |
| 2005 | ф | Не протився коханню         | Mahanandi(тел.)                          | Нандини                      |
| 2006 | ф | Двійник                     | Vikramarkudu(тел.)                       | Нираджа                      |
| 2006 | ф |                             | Astram(тел.)                             | Ануша                        |
| 2006 | ф |                             | Rendu(там.)                              | Джотхи                       |
| 2006 | ф | Мета                        | Lakshyam(тел.)                           | Інду                         |
| 2007 | ф | Дон 1                       | Don(тел.)                                | Прия                         |
| 2007 | ф |                             | Okka Magaadu(тел.)                       | Бхавани                      |
| 2008 | ф |                             | Swagatam(тел.)                           | Сайладжа (Сайлу)             |
| 2008 | ф | Шалопай                     | Baladur(тел.)                            | Бхану                        |
| 2008 | ф | Доблесть                    | Souryam(тел.)                            | Швета                        |
| 2008 | ф | Чинтакайла Раві             | Chintakayala Ravi(тел.)                  | Суниіа                       |
| 2009 | ф | Арундаті                    | Arundhati(тел.)                          | Арундати / Джеджамма         |
| 2009 | ф | Білла                       | Billa(тел.)                              | Майя                         |
| 2009 | ф | Мисливець                   | Vettaikaran(тел.)                        | Сусила                       |
| 2010 | ф | Левине серце                | Singam(там.)                             | Кавия                        |
| 2010 | ф | Історії / Бути Людиною      | Vedam(тел.)                              | Сароджа                      |
| 2010 | ф |                             | Panchakshari                             | Панчакшарі / Хані            |
| 2010 | ф | Сила Духу                   | Khaleja(тел.)                            | Субашині                     |
| 2010 | ф | Загадоковий портрет         | Nagavalli(тел.)                          | Чандрамукхи / Нагаваллі      |
| 2010 | ф | Сутичка за істину           | Ragada(тел.)                             | Шириша                       |
| 2011 | ф | Небо                        | Vaanam(там.)                             | Сароджа                      |
| 2011 | ф | Дитя Місяця                 | Deiva Thirumagal(там.)                   | Анурадха                     |
| 2012 | ф | Сліпа лють                  | Thaandavam(там.)                         | Мінакші                      |
| 2012 | ф | Дамарукам                   | Damarukam                                | Махешври                     |
| 2013 | ф | Алекс Пандіян               | Alex Pandian(там.)                       | Дивья                        |
| 2013 | ф | Гострий перець              | Mirchi(тел.)                             | Веннела                      |
| 2013 | ф | Левине серце 2              | Singam II(там.)                          | Кавія                        |
| 2013 | ф | Інший світ                  | Irandaam Ulagam(там.)                    | Рамия / Варна / невідома     |
| 2014 | ф | Лінга                       | Lingaa(там.)                             | Лакшмі                       |
| 2015 | ф | Якщо ти про мене дізнаєшься | Yennai Arindhaal(там.)                   | Тхенмонзхи                   |
| 2015 | ф | Багубалі: Початок           | Baahubali: The Beginning(тел.) (там.)    | королева Девасена            |
| 2015 | ф | Рудрамадеві                 | Rudhramadevi(тел.)                       | Рудрама Деві                 |
| 2015 | ф | Нульовий розмір             | Size Zero(тел.) / Inji Iduppazhagi(там.) | Соундарія (Швіті)            |
| 2016 | ф |                             | Oopiri(тел.) / Thozha(там.)              | Нандіні (камео)              |
| 2017 | ф | Левине серце 3              | Si3(там.)                                | Кавія                        |
| 2017 | ф |                             | Om Namo Venkatesaya(тел.)                | Крішнамма                    |
| 2017 | ф | Багубалі: Завершення        | Baahubali: The Conslusion(тел.) (там.)   | королева Девасена            |
| 2018 | ф | Бхагаматі                   | Bhaagamathie(тел.)(там.)                 | Bhaagamathie / Chanchala IAS |